# 13e Rue
 (juin 2025).
Si vous disposez d'ouvrages ou d'articles de référence ou si vous connaissez des sites web de qualité traitant du thème abordé ici, merci de compléter l'article en donnant les références utiles à sa vérifiabilité et en les liant à la section « Notes et références ».
13e Rue est une chaîne de télévision thématique payante francophone spécialisée dans les films policiers, thrillers, drames, films d’espionnage, films d'action, lancée le 13 novembre 1997. En France depuis fin 2022, 13e Rue fait partie de l'offre payante de l'opérateur américain Universal+. Elle fait partie des chaînes éditée sous label NBCUniversal International Networks & Direct-to-Consumer.
Depuis 2019, 13e Rue diffuse plusieurs séries qu'elle produit, comme Trauma, J'ai tué mon mari, Marion, Cuisine Interne, Follow et Knok. 

## Historique
La chaîne commence sa diffusion le 13 novembre 1997 à 20 h 13, sur le canal 13 de Canal Satellite (devenu Canalsat puis Canal, et enfin Canal+), après plusieurs jours de diffusion de messages d’accroche; après une bande-annonce de bienvenue, sont diffusés les premiers épisodes de deux séries inédites : New York Undercover et American Gothic.
La chaîne est déclinée en Espagne avec les chaînes Calle 13, 13th Street en Allemagne, et 13 Ulica en Pologne).
Depuis 2022, la chaîne est disponible via l'offre Universal+ via SFR, Bouygues Telecom, Prime Video puis Molotov TV et Free. À partir du 6 juin 2025, elle doit être disponible sur Orange TV dans le bouquet Universal+ avec SYFY et DreamWorks.

### Identité visuelle (logo)

Logo du 13 novembre 1997 au 12 novembre 2010.
Logo de la version HD du 13 novembre 2007 au 12 novembre 2010.
Logo du 13 novembre 2010 au 4 mars 2017.
Logo depuis le 5 mars 2017.
Logo de la version HD de la chaîne à partir du 13 novembre 2010.

### Capital
Le capital de 13e Rue est de 225 000 € détenu à 100 % par NBC Universal global networks France S.A.S., filiale de Universal Television Group qui a décliné le principe de la chaîne en Allemagne à partir de mai 1998 (13th Street), en Amérique du Sud en juillet 1999 et en Espagne en septembre 1999 avec Calle 13[réf. nécessaire].

## Programmes
- En 2019, 13e Rue lance Trauma, sa première série originale avec Guillaume Labbé, puis en 2020, J'ai Tué Mon Mari avec Erika Sainte, en 2021, Marion avec Louise Monot et Cuisine Interne réalisée par Louis Farge. En 2022, la chaîne annonce 2 nouvelle séries Follow avec Marie Colomb, réalisée par Louis Farge et Knok avec Sylvie Testud. Les 2 séries sont nommées au Festival de la Fiction de La Rochelle 2023, Follow remporte le prix de la "meilleure série de 52 minutes". En 2025, la chaîne diffuse sa nouvelle série originale, Factice avec Caroline Anglade et Anne Consigny.
- 13e Rue diffuse des films, téléfilms, séries cultes, exclusives et inédites dans le genre policier, thriller, action et espionnage.
- Julien Courbet a notamment présenté une émission sur la chaîne : Seriez-vous un super flic ?.
- Depuis décembre 2005, les séries fantastiques et de science-fiction: Au-delà du réel : L'aventure continue, Battlestar Galactica, La 13e dimension et Sliders : Les Mondes parallèles sont diffusées sur Syfy, la « petite sœur » de 13e Rue.
- Tous les ans, le mois d'octobre est consacré à l'horreur avec des diffusions de séries et de films chaque soir.
- En février 2007, 13e Rue diffuse la série Scary Stories chaque mercredi.
- Depuis le 11 octobre 2015, 13e Rue diffuse des soirées Serial Thriller chaque dimanche.

### Séries
13e Rue diffuse principalement des séries policières et plus marginalement des séries fantastiques ou d'horreur :
 Séries françaises
- Crimes en série
- Candice Renoir
- Cherif
- Dossiers : Disparus
- Diane, femme flic
- Duval et Moretti
- Le Grand Patron
- Les Monos
- Marc Eliot
- Mademoiselle Navarro
- Médecins de nuit
- Navarro
- Paris enquêtes criminelles
- PJ
- Placé en garde à vue
- Quai n°1
- Sauveur Giordano
- SOS 18
- Une femme d'honneur
- Follow
- Knok

 Séries américaines
- Against the Wall
- Aquarius
- Au-delà du réel : L'aventure continue
- Banacek
- Battlestar Galactica
- Bates Motel
- Burning Zone
- The Bridge
- Burn Notice
- Chance
- Chicago Code
- Chicago Fire
- Chips
- Chosen
- Code Quantum
- Contes de l'au-delà
- Deux Flics à Miami
- Dig
- Expériences interdites
- EZ Streets
- Facing Kate
- Hannibal
- Haute Tension
- Jack Killian, l'homme au micro
- K 2000
- Karen Sisco
- Kindred : Le Clan des maudits
- Kojak
- L'Agence tous risques
- La 13e dimension
- Law and Order True Crime
- Le Monde de Joan
- Les Contes d'outre-tombe
- Les Nuits de l'étrange
- Les Prédateurs
- Life
- Los Angeles Heat
- Los Angeles District
- Lucifer
- Magnum
- Mannix
- Missing : Au cœur du complot
- Missing : Disparus sans laisser de trace
- Mr. et Mrs. Smith
- Mysterious Ways : Les Chemins de l'étrange
- New York, cour de justice
- New York District
- New York, unité spéciale
- New York, section criminelle
- New York 911
- New York Undercover
- Ondes de choc
- Petits Mythes urbains
- Players
- Protection de témoins
- Psych
- ReGenesis
- Sliders
- Shooter
- Spy Girls
- State of Affairs
- Switch (série télévisée)
- Tequila et Bonetti
- The Family
- The Shield
- True Justice
- Veronica Mars
- Wicked City
- Wolf Lake

 Séries canadiennes
- Cracked
- FX, effets spéciaux
- Motive
- Played
- Rookie Blue
- Shoot the Messenger
- The Listener
- The Bridge

 Séries britanniques
- Inspecteur Barnaby
- Prey
- Rellik
- The Fall
- Wallander
- Zen

 Séries allemandes
- Cape Town
- Mick Brisgau

 Séries suédoises
- 100 code
- Modus

 Séries norvégiennes
- Mammon, la révélation

 Séries australiennes
- Catching Milat

 Séries islandaises
- Meurtre au pied du volcan
- Stella Blómkvist

## Audience
En 2011, 13e Rue obtient 0,6 % d'audience sur le câble, l'ADSL et le satellite.
13ème Rue est la première chaîne du câble et du satellite en termes de durée d’écoute par téléspectateur et se maintient dans les cinq chaînes les plus regardées toutes cibles confondues.
Sur Canalsat, 13e Rue réalise 1,1 % d'audience.

## Diffusion
Initialement une exclusivité Canalsat (hors réseaux câblés qui étaient exemptés d’exclusivité), SFR a acquis l’exclusivité des chaînes Universal en décembre 2016, menant à son retrait de Canal en France métropolitaine le 26 septembre 2017, remplacée par Polar+. Canal+ diffuse encore la chaîne en outre-mer et en Afrique.
Depuis fin 2022, 13e Rue est distribué avec Universal+ lancé sur SFR le 17 novembre, puis a été rendu disponible sur Prime Video Channels et Bouygues Telecom en décembre 2022 et depuis le 18 octobre 2023 sur Molotov TV, toujours via l'offre de divertissement Universal+, avec les chaînes du portfolio NBCUniversal International Networks & Direct-To-Consumer : Syfy, DreamWorks et E! en option, puis sur Free depuis le 30 janvier 2024.
En Belgique, depuis juin 2024, Universal+ est disponible via Prime Video. Seul le catalogue est accessible, non les chaînes Universal.

## Récompenses
- Promax d’argent 2002 de la meilleure campagne et du meilleur habillage.
- Promax d’or (PROMAX & BDA) de la meilleure campagne de publicité presse.
- Ithème 2002 du meilleur habillage de chaîne.
- Festival des bandes Annonce de Djerba : Jasmin d'Or 2006 événement spécifique.
- New York World Gold Promax 2006 : (Silver) meilleure bande démo marketing
- New York World Gold Promax 2006 : (Silver) meilleur habillage thématique
- New York World Gold Promax 2006 : (Gold) meilleures bandes démos marketing
- New York World Gold Promax 2007 : (Silver) meilleure utilisation musique existante

## Déclinaisons internationales
13e Rue était la première version de la chaîne, qui a ensuite été exportée sous différents noms.
| Chaîne      | Pays      | Date de lancement  |
| 13th Street | Allemagne | 1er mai 1998       |
| Calle 13    | Espagne   | 13 septembre 1999  |
| 13 Ulica    | Pologne   | 13 septembre 2010, |

### Anciennes chaînes
En Amérique latine, Calle 13/Rua 13 était un bloc de programmation sur la version latino-américaine de USA Network du 13 juillet 1999 à novembre 2001. Rua 13 était également envisagée d’être lancée en 2008 au Portugal.
| Chaîne      | Pays      | Date de lancement | Date d’arrêt     |
| 13th Street | Pays-Bas  | 6 septembre 2007  | 1er juillet 2016 |
| 13th Street | Australie | 15 novembre 2009  | 31 décembre 2019 |

## Annexe